# チャンピオンRED
『チャンピオンRED』（チャンピオンレッド）は、秋田書店が発行する日本の月刊漫画雑誌。2002年8月19日（同年10月号）創刊、毎月19日発売。
創刊時よりハイティーン向け漫画雑誌としての性質を持っていたが、全ての漢字にルビを振り、創刊3号において表紙に『日本の少年誌』などと殊更大きく表記し、創刊翌年に設けられた単行本レーベル「チャンピオンREDコミックス」が秋田書店の公式サイト上において「少年向けコミックス」と案内されるなど、創刊後数年間はあくまでも少年誌であることを後述のキャッチコピーと共に主張していた。
創刊当初、沢考史が編集長を務めていた時期には『プラレス3四郎』や『風魔の小次郎』、『聖闘士星矢』などといった往年の人気少年漫画作品の続編、またはリメイク・外伝作品の連載や、暴力表現が強めな作風であったり他誌が行わないような実験的な作風が目立っていた。
しかし、2006年1月号で編集長が伊藤純に交代し、以降2006年12月に美少女路線に特化した隔月刊行の増刊『チャンピオンRED いちご』を創刊する。本誌の編集方針も従来の路線を少しずつ拡縮していく形で、萌え系やソフトエロの要素を多分に含む美少女路線やメディアミックス作品の強化が行われた。

## キャッチコピー
沢考史が編集長を務めた創刊号から2005年12月号までの公式なキャッチコピーは「熱くなれ少年心！」（同種のコピーとして「燃え上がれ少年心！」、「仲間と燃やせ！少年心」もあった）であり、これもベースとしては少年誌風の路線としていることをアピールする一因となった。一方、読者などからは、掲載作品の「濃さ」と内容から「秋田書店の（赤い）核実験場」「赤い超特急」との異名を取っていた。雑誌の方向性が変化している現在も、過激な「萌え・エロ路線」などを指してこの異名が用いられている場合がある。
伊藤が編集長になって以後、次第にルビの振られていない漫画作品が増加していった。最終的には2011年3月号において表紙に「ハイクオリティ＆ハイエンド青年コミック誌！」のキャッチコピーを打ち出し、創刊当初からの路線の明確な転換を示している。

## アクシデント
編集部内が大幅に異動した直後に発売された2006年1月号掲載の『電車男 でも、俺旅立つよ。』で原稿を取り違え、2月号に掲載予定だった原稿を先に掲載するミスが発生している。翌2月号では1月号に掲載予定だった話を含め、2号分を掲載した。

## 連載作品

### 連載中
- 絢爛たるグランドセーヌ（Cuvie）2013年9月号 -
- DEAD Tube（原作：山口ミコト、漫画：北河トウタ）2014年7月号 -
- 神呪のネクタール（原作：吉野弘幸、漫画：佐藤健悦）2017年1月号 -
- ニンジャスレイヤー・キョート・ヘル・オン・アース（原作：ブラッドレー・ボンド＋フィリップ・N・モーゼズ、脚本：田畑由秋、作画：余湖裕輝））2018年6月号 -
- どろろと百鬼丸伝（原作：手塚治虫、漫画：士貴智志）2018年12月号 -
- 不安の種*（中山昌亮）2019年4月号 - 、※『不安の種』の続編。
- フランケン・ふらん Frantic（木々津克久）2019年4月号 - 、※『フランケン・ふらん』の続編。第4話（2019年8月号）から『フランケン・ふらん Frantic』に改題。
- サキュバス&ヒットマン （原作：深見真、漫画：刻夜セイゴ）2020年4月号 - 、※2020年3月号にプレストーリーを掲載。
- 聖闘士星矢 冥王異伝 ダークウィング（原作：車田正美、脚本：サイトウケンジ、作画：上田信舟）2021年2月号 -
- ビバリウムで朝食を（道満晴明）2021年4月号 -
- 風魔の小次郎 外伝 飛鳥無明帖（車田正美）2022年10月号 -
- 聖闘士星矢 海皇再起 RERISE OF POSEIDON（原作：車田正美、作画：須田綱鑑）2022年11月号 -
- こじらせ転生魔王と7人のおしかけ乙女のラグナロク・システム（原作：サイトウケンジ、漫画：GUNP）2022年12月号 -
- バキ外伝 花のチハル（原作：板垣恵介、作画：尾松知和）2023年4月号 - 、※『グラップラー刃牙』の登場人物・柴千春を主人公としたスピンオフ作品
- ガラガラポン（原作：高橋葉介、作画：みもり）2024年1月号 -
- ダンジョンが現れて5年、15歳でダンジョンに挑むことにした。（原作：たーちゃん、作画：叶景太）2024年4月号 -
- あと365日の晩餐（原作：小太刀右京、構成：須田綱鑑、作画：半月板損傷）2024年5月号 -
- 妻か死か〜敗戦国の女たち〜（原作：トホコウ＋岸馬きらく、作画：Xぴえろ）2024年6月号 -
- 轟大丸の奇怪体験談（稲山覚也）2025年4月号 -
- 高学歴難民（原作：阿部恭子、作画：ブル）2025年8月号 -
- 以上連載開始順

### 休載中
- カオシックルーンEs（山本賢治）2004年11月号 - 、※『週刊少年チャンピオン』から移籍
- 車田水滸伝 HERO OF HEROES（原作：車田正美、作画：高河ゆん）2014年5月号 - 、※車田正美の漫画のクロスオーバー作品。2014年2月号にプレストーリーを掲載。
- バキ外伝 拳刃（原作・構成：板垣恵介、原作協力：浦秀光、作画：宮谷拳豪）2013年8月号 - [6]、※『グラップラー刃牙』の登場人物・愚地独歩を主人公としたスピンオフ作品
- 風魔の小次郎 柳生暗殺帖（原作：車田正美、漫画：由利聡）2003年11月号 -

以上50音順

## 特別掲載
- 真マジンガー 衝撃! H編（永井豪とダイナミックプロ）
- スクライドビギンズ（シナリオ：黒田洋介（スタジオオルフェ）、漫画：戸田泰成）
- 舞-乙HiME SUPER H（佐藤健悦）

## 読み物
- 車田正美熱血問答 兄貴に訊け!（車田正美）※終了
  - 車田正美熱血問答2 雷鳴に訊け!（車田正美）※終了
- 倉田英之のDVドローム（倉田英之）※終了
- 谷口悟朗のエンタメ無法地帯（谷口悟朗）
- 聖闘士星矢エピソードG 銀河百科事典（ギャラクシアンエンサイクロペディア） ※終了
- 「鉄のラインバレル」応援ページ 月報 鉄の城（くろがねのしろ）[7]
- REDイイフォメーションガーデン ※映画情報
- REDアニフォメーション ※アニメ情報
- REDアイテムBOX ※ゲーム&ホビー情報
- 海外TVドラマシリーズにハマろう!
- まおゆう魔王勇者TVアニメ情報 駄肉通信♥ ※終了
- アイドルのルツボッ! 〜インディーズアイドルの世界〜

## 連載終了作品

### あ行
- アイドリズムdeおうちイズム（原作：トムス・エンタテイメント、漫画：RIKI）2015年3月号 - 2015年8月号
- AI:パト!（やぎさわ景一）2009年9月号 - 2010年7月号
- 昭島スーサイド☆クラブ（菅原キク）2012年4月号 - 2013年2月号
- アキハバラ無法街 〜GUN MAID〜（杉村麦太）2007年7月号 - 2008年1月号
- アサシンズラビリンス〜殺し屋迷宮〜（原作：前川淳、漫画：嶋星光壱）2022年4月号 - 2024年2月号
- アリスの100℃C（中嶋ちずな）2008年4月号 - 2008年11月号
- 異世界の姫との恋バクチに、人類の存亡がかかってます（原作：河本ほむら、漫画：ズズ）2021年10月号 - 2023年12月号
- いちばんうしろの大魔王（原作：水城正太郎、作画：伊藤宗一）2008年11月号 - 2014年2月号
- 妹さっちゃん（浜岡賢次）2007年1月号 - 2007年3月号、※2007年3月号でファーストシーズン終了
- いんブラ! 〜美少女吸血鬼の恥ずかしい秘密〜（炎堂たつや）2012年5月号 - 2013年6月号、※当初は短期集中連載、2012年8月号に短期集中連載表記消去
- 淫蘭島 〜日本禁忌秘境列伝〜（廣瀬周）2017年6月号、※『チャンピオンクロス』に移籍。
- ヴァイアンメイデン（原作：村田真哉、漫画：新崎コウ）2013年1月号 - 2013年6月号、※未完[8]
- ウィッチブレイド丈琉（シナリオ：小林靖子、漫画：隅田かずあさ）2006年4月号 - 2007年3月号
- 宇宙戦艦エクセリオ（森永まさと）2020年2月号 - 2020年4月号、※短期集中連載。
- うなれ!マキシマム（山浦章）2002年11月号 - 2004年1月号
- ウルトラ・レッド（原作：西村寿行、漫画：野口賢）2013年5月号 - 2015年2月号、※西村寿行の小説「死神シリーズ（鷲シリーズ）」を原作とした漫画化作品
- 8マンVSサイボーグ009（原作：平井和正・桑田二郎・石ノ森章太郎、脚本：七月鏡一、作画：早瀬マサト・石森プロ）2020年9月号 - 2023年7月号、※シリーズ連載。
- エイリアン9 -エミュレイターズ-（富沢ひとし）2002年10月号 - 2003年7月号
- エクゾスカル 零（山口貴由）2010年12月号 - 2015年1月号
- エコエコアザラク REBORN（原作：古賀新一、作画：山田J太）2020年5月号 - 2023年5月号
- えに☆さむ（しまだわかば）2002年10月号 - 2005年6月号
- N.S.Q（有川祐）2003年10月号 - 2004年2月号
- 衛府の七忍（山口貴由）2015年5月号 - 2021年1月号
- エル・カザド（原作：Project Leviathan、漫画：廣瀬周）2007年5月号 - 2007年10月号
- 黄金バット 大正髑髏奇譚（脚本：神楽坂淳、作画：山根和俊）2023年2月号 - 2024年8月号
- おキツネさまでChu♥（速野悠二）2003年6月号 - 2006年7月号
- 乙女とちぎり（佐藤健悦）2016年10月号 - 2016年12月号
- 鬼切姫 〜オードバスタープリンセス〜（林雄一）2005年11月号 - 2006年4月号
- お姉ちゃんバラ 紅（原作：TAMSOFT/D3 PUBLISHER、漫画：服部三枝）2008年12月号 - 2009年8月号
- おもちゃイイフォメーション（山本賢治）2004年2月号 - 2004年11月号
- オルビム（監修：板垣恵介、原作：かさはら倫尚、漫画：井上元伸）2007年3月号 - 2007年7月号、※未完

### か行
- 学園創世 猫天!（岩原裕二）2006年7月号 - 2008年12月号
- 家電探偵は静かに嗤う。（原作：藤見泰高、漫画：岩澤紫麗）2011年11月号 - 2013年7月号
- 神さまの怨結び（守月史貴）2015年7月号 - 2021年11月号、※『チャンピオンRED いちご』より同誌の休刊後に移籍。
- カラスヤサトシのオタク探訪（カラスヤサトシ）2010年5月号 - 2011年12月号
- 変わりナデシコ（EBA）2017年2月号 - 2017年5月号、※『チャンピオンクロス』に移籍。
- ガンフロンティア 〜ハーロック&トチロー青春の旅〜（原作：松本零士、漫画：島崎譲）2016年12月号 - 2017年5月号
- キャシャーンR（原作：タツノコプロ、脚本：日暮茶坊、漫画：士貴智志）2023年11月号 - 2024年1月号、※『マンガクロス』に移籍。
- キャプテンハーロック 〜次元航海〜（原作：松本零士、漫画：嶋星光壱）2014年10月号 - 2019年3月号
- ギャル鉄（松山せいじ）2020年12月号 - 2022年8月号
- キリのいいところで。（クール教信者）2016年2月号 - 2016年6月号
- 銀河鉄道999 ANOTHER STORY アルティメットジャーニー（原作：松本零士、漫画：島崎譲）2018年5月号 - 2022年9月号、2024年12月号 - 2025年4月号
- きんのたまご（和六里ハル）2006年8月号 - 2008年3月号
- 栗林先輩のあまい戦食（室努）2016年4月号 - 2016年6月号、※短期集中連載。
- グレンダイザー ギガ（永井豪とダイナミックプロ）2014年11月号 - 2015年9月号
- 鉄（くろがね）のラインバレル（清水栄一×下口智裕）2005年2月号 - 2015年6月号
- クロスエッチ（糸杉柾宏）2014年9月号 - 2015年9月号
- 芸術クラスに男は僕しかいない。（二ノ瀬泰徳）2013年1月号 - 2016年6月号
- GATE RUNNER（吉富昭仁）2006年1月号 - 2006年10月号
- 月光のカルネヴァーレ（原作：ニトロプラス、脚本：下倉バイオ、漫画：隅田かずあさ）2007年4月号 - 2008年2月号
- 幻影戦獄伝デモニオ（廣瀬周）2011年7月号 - 2011年11月号、※未完
- 小池一夫のマンガ塾（原作：小池一夫、漫画：ふじたみき）2016年6月号 - 2018年5月号
- こいこい7（もりしげ）2002年10月号 - 2007年3月号
- 降魔伝 手天童子（原作：永井豪、漫画：夏元雅人）2002年10月号 - 2005年12月号
- コトミラージュ 美少女超常決戦!（原作：上江洲誠、漫画：みまち）2013年4月号 - 2013年8月号

### さ行
- 最強委員長（伯林）2002年10月号 - 2003年3月号
- サイボーグ009 太平洋の亡霊（原作：石ノ森章太郎、脚本：辻真先、作画：早瀬マサト（石森プロ）、興梠k：東映アニメーション）2024年6月号 - 2024年7月号、※『チャンピオンクロス』に移籍。
- サイボーグ009 BGOOPARTS DELETE（原作：石ノ森章太郎、漫画：岡崎つぐお）2019年9月号 - 2022年11月号
- ジェノサイド・プリンセス（納都花丸）2008年10月号 - 2009年12月号、※未完[9]
- シグルイ（原作：南條範夫、漫画：山口貴由）2003年8月号 - 2010年9月号、※南條範夫の小説『駿河城御前試合』を劇画化した作品
- シザーマン（原作：倉田英之、漫画：たもりただぢ）2008年8月号 - 2010年1月号
- 侵略妹（シスター）アリス（しまだわかば）2007年5月号 - 2007年11月号
- 下町エンジェルライナー 〜機械式制服少女製造所〜（田口央斗）2015年10月号 - 2016年8月号
- 紫電改のマキ（野上武志）2013年10月号 - 2020年2月号
- シノギゴロシ（原作：山田一文、漫画：いわや晃）2015年11月号 - 2016年5月号、※『チャンピオンクロス』に移籍。
- 死人（しびと）の声をきくがよい（ひよどり祥子[10]）2012年7月号 - 2019年2月号、※2011年12月号 - 2012年2月号と2012年4月号に短期集中連載、その後本格連載に移行。
- ジャイアントロボ 地球の燃え尽きる日（原作：横山光輝、脚本：今川泰宏、漫画：戸田泰成）2006年11月号 - 2011年4月号
  - ジャイアントロボ バベルの籠城（原作：横山光輝、脚本：今川泰宏、漫画：戸田泰成）2011年6月号 - 2014年5月号
- シャングラッド神紀（祭丘ヒデユキ）2006年6月号 - 2009年3月号
- JUNK -RECORD OF THE LAST HERO-（麻宮騎亜）2004年3月号 - 2007年3月号
- 湘南らーめんガール（森永まさと）2021年12月号 - 2023年10月号
- 少年☆プリンセス（マツリセイシロウ）2014年3月号 - 2014年7月号
- 真説 魔獣戦線（石川賢とダイナミックプロ）2002年10月号 - 2004年8月号
- 真マジンガーZERO（原作：永井豪、脚本：田畑由秋、作画：余湖裕輝）2009年6月号 - 2012年12月号、※2013年1月号に番外編が掲載
  - 真マジンガーZERO vs 暗黒大将軍（原作：永井豪、脚本：田畑由秋、作画：余湖裕輝）2013年2月号 - 2016年1月号
- 人狼機ウィンヴルガ（綱島志朗）2016年10月号 - 2022年6月号、※『ヤングチャンピオン烈』に移籍。
- スクール人魚（吉富昭仁）2013年3月号 - 2013年11月号、2016年9月号 - 2018年2月号、※『週刊少年チャンピオン』で短期連載された作品が、『RED』に移籍され本格連載。2016年8月号にプレストーリーを掲載した後、2016年9月号から再連載開始。
- ストラグリング・ガールズ〜一発逆転頭脳決戦〜（原作：青山広美、作画：さくらうめ）2023年1月号 - 2024年8月号
- スマガRE（原作：ニトロプラス、脚本：下倉バイオ、漫画：廣瀬周）2009年7月号 - 2009年12月号
- 聖痕のクェイサー（原作：吉野弘幸、漫画：佐藤健悦）2006年10月号 - 2016年9月号
- 生徒会副会長矢上さゆりは頑張っている!（原作：稲光伸二、漫画：柚木N'）2014年8月号 - 2016年7月号、※隔月連載。2015年2月号より毎号連載。
- 制服ぬいだら♪（渡辺航）2002年11月号 - 2005年2月号、※未完
- 聖闘士星矢EPISODE.G（原作：車田正美、漫画：岡田芽武）2003年2月号 - 2013年8月号[11]
- 聖闘士星矢EPISODE.G外伝 アイオロス編（原作：車田正美、漫画：岡田芽武）
- 聖闘士星矢 EPISODE ZERO（車田正美）2018年2月号 - 2018年4月号、※短期集中連載
- 聖闘士聖矢 ORIGIN（車田正美）2019年2月号 - 2019年3月号、※短期集中連載
- 聖闘士星矢 セインティア翔（原作：車田正美、作画：久織ちまき）2013年10月号 - 2021年9月号、※『聖闘士星矢』のスピンオフ作品。
  - 聖闘士星矢セインティア翔 memories（原作：車田正美、作画：久織ちまき）2022年9月号 - 2022年10月号、※『マンガクロス』に移籍。
- セーラー服と重戦車（野上武志）2010年10月号 - 2012年6月号、※『チャンピオンREDいちご』から移籍
- 絶対征服ヤミカミ!（山西正則）2007年9月号 - 2008年2月号
- 戦海のマーメイド（かたやままこと）2015年10月号 - 2016年3月号、※2015年10月号に読み切り作品として掲載後、2016年2月号からシリーズ連載化。後に『チャンピオンクロス』に移籍。
- 先生! 次はバトルの時間です。（原作：サイバーエージェント、脚本：森田繁、漫画：前川かずお）2013年6月号 - 2013年11月号
- 閃槍のリオネ（大野ツトム）2011年10月号 - 2012年3月号
- 装甲悪鬼村正 鏖（原作：ニトロプラス、構成・絵コンテ：山本賢治、漫画：廣瀬周）2010年6月号 - 2010年12月号
- 装甲騎兵ボトムズ CRIMSON EYES（原作：矢立肇・高橋良輔、作画：杉村麦太）2008年6月号 - 2009年7月号
- 増殖少女プラナちゃん!（晴瀬ひろき）2010年5月号 - 2011年12月号
- 漱石と倫敦ミイラ殺人事件（原作：島田荘司、漫画：嶋星光壱）2019年7月号 - 2021年9月号

### た行
- タイドライン・ブルー（原作：小澤さとる&飯田馬之介、作画：連保好恵）2005年8月号 - 2006年5月号
- ちぇんじ123（原作：坂口いく、漫画：岩澤紫麗）2005年6月号 - 2010年6月号
- 地球の放課後（吉富昭仁）2009年9月号 - 2012年7月号
- ちちんぷいッ!（岡田和人）2002年10月号 - 2003年5月号、※未完
- 超人戦線（原作：青山広美、漫画：山根和俊）2014年4月号 - 2016年8月号
- 木偶 〜BLOCK HEAD〜（原作：小池一夫、作画：岡田芽武）2013年12月号 - 2014年3月号、※短期集中連載
- デッド・ソウル・リボルバー（ともぞカヲル）2007年11月号 - 2009年7月号、※未完
- デビルマンG（グリモワール）（原作：永井豪、漫画：高遠るい）2012年6月号 - 2014年2月号
- デビルマン対ゲッターロボ（永井豪とダイナミックプロ）2010年6月号 - 2010年10月号
- 電車男 でも、俺旅立つよ。（原作：中野独人、漫画：渡辺航）2005年3月号 - 2006年4月号
- 転落悪魔! デモンズ・コア（ムサシマル[12]）2013年8月号 - 2014年8月号、※2012年6月号に掲載された読み切り『ダメ悪魔が来りて吹く!』を元に、タイトルや設定を変更し本格連載に移行した作品
- 桃魂ユーマ（井上元伸）2004年8月号 - 2006年5月号
- どきどき魔女神判!（八神健）2007年9月号 - 2008年8月号
  - どきどき魔女神判2（八神健）2008年9月号 - 2009年8月号
- ドスペラード（大和田秀樹）2006年9月号 - 2007年7月号
- 突攻! メイドサンダー（やぎさわ景一）2006年5月号 - 2008年8月号
- どみなのド!（原作：雑破業、漫画：目黒三吉）2008年7月号 - 2012年4月号
- 寅壱（島崎カヲル）2002年10月号 - 2003年3月号
- TS魔女（トランス・セクシュアル・ウィッチ）りえ×ノルン（速野悠二）2012年9月号 - 2012年12月号、※単行本では読みを「ティーエスウィッチ-」に変更

### な行
- 24区の花子さん（吉富昭仁）2020年3月号 - 2022年6月号、※2019年10月号に読み切りが掲載。その後本格連載に移行。
- 人間失格 壊（原案：太宰治、漫画：二ノ瀬泰徳）2010年4月号 - 2010年7月号
- にんこい 〜隠恋慕秘帖〜（炎堂たつや）2014年4月号 - 2015年8月号
- NONすけ〜る（青本もあ）2010年8月号 - 2011年7月号[13]

### は行
- バージン・ロープ（速野悠二）2008年4月号 - 2009年12月号
- バキ外伝 -疵面（スカーフェイス）-（原作：板垣恵介、漫画：山内雪奈生）2005年3月号 - 2007年12月号、※『週刊少年チャンピオン』へ移籍
- ばくおん!! 〜鈴乃木凜の野望〜（原作：おりもとみまな、漫画：藍井彬）2018年7月号 - 2018年12月号
- バットマンアンドジャスティスリーグ（手代木史織）2017年8月号 - 2019年7月号
- 果つることなき未来ヨリ 〜銀色の翼〜（原作：フロントウイング、漫画：廣瀬周）2016年3月号 - 2016年12月号
- 必蟲SWEEPERS（原作：藤見泰高、作画：カミムラ晋作）2010年8月号 - 2011年3月号
- ひとつキ!（原作&プロデュース：岡田芽武、漫画：てんま乱丸）2009年7月号
- ひみchuの文子さま（マツリセイシロウ）2009年8月号 - 2011年1月号
- 不安の種（中山昌亮）2002年12月号 - 2005年5月号、※『週刊少年チャンピオン』へ移籍
- 風評破壊天使ラブキュリ（大和田秀樹）2012年8月号 - 2013年1月号
- 風魔の小次郎 序の巻（車田正美）2019年10月号 - 2019年12月号
- ふかふか放課後パンくらぶ（愛田ぱん）2015年9月号 - 2016年11月号、※『チャンピオンクロス』と並行連載。
- ふくまでん（来木要）2016年7月号 - 2019年9月号
- ブラスレイター・ジェネティック（原作：GONZO×ニトロプラス、脚本：キムラノボル、メカ&キャラクターデザイン原案：Niθ、漫画：廣瀬周）2008年1月号 - 2009年4月号
- プラレスラーVAN（原作：牛次郎、作画：神矢みのる、デザイン協力：神宮司訓之）2003年4月号 - 2005年1月号
- フランケン・ふらん（木々津克久）2006年9月号 - 2012年3月号
- 不良愛煙家集団ヤニーズ（哲弘）2002年10月号 - 2004年9月号
- プリンセスチュチュ（東雲水生、原作：伊藤郁子、佐藤順一）2002年10月号 - 2003年7月号
- プリンセスは身悶える（速野悠二）2007年8月号 - 2007年10月号
- BLUE DROP 〜天使の僕ら〜（吉富昭仁）2007年4月号 - 2008年3月号
- フロンティア（石渡洋司）2002年10月号 - 2004年2月号
- ベクター・ケースファイル 稲穂の昆虫記（原作：藤見泰高、作画：カミムラ晋作）2006年9月号 - 2010年6月号
- ペット的きもち（柴田芳樹）2002年11月号 - 2004年5月号
- HEAVENイレブン（大和田秀樹）2002年10月号 - 2005年4月号
- ペンギン娘MAX（高橋てつや）2008年2月号 - 2010年3月号、※『週刊少年チャンピオン』から移籍
- ぽかぽかばんぱいあ（しまだわかば）2008年9月号 - 2010年12月号、※『チャンピオンREDいちご』と並行連載
- 僕と悪夢とおねえさん（フクイタクミ）2019年5月号 - 2021年2月号
- ぼんの〜炸裂 ブッダちゃん（しまだわかば）2012年6月号 - 2013年8月号

### ま行
- 舞-乙HiME Zwei（原作：矢立肇、漫画：阿倍野ちゃこ）2006年12月号 - 2007年6月号
- 魔王ダンテ対ゲッターロボG（永井豪）2011年10月号 - 2012年2月号
- まおゆう魔王勇者 〜丘の向こうへ〜（原作：橙乃ままれ、漫画：峠比呂）2011年7月号 - 2014年10月号
- 魔女と百騎兵（原作：日本一ソフトウェア、漫画：ザンクロー）2012年9月号 - 2013年4月号
- 魔女の騎士〜ヘクセン＝リッター〜（二ノ瀬泰徳）2006年9月号 - 2007年11月号
- まゆたんのお家（山本賢治）2017年7月号 - 2017年10月号、※シリーズ連載、『チャンピオンクロス』に移籍。
- まんがケモノ道（あべ・とおる）2004年5月号 - 2006年2月号
- マンゲリラ（あべ・とおる）2002年10月号 - 2004年1月号
- ミカるんX（高遠るい）2007年11月号 - 2011年9月号
- ミクモキ（加藤和生）2004年4月号、2004年7月号 - 2005年10月号
- ミスミさんは見透かせない（原作：サイトウケンジ、作画：波多ヒロ）2021年6月号 - 2024年4月号
- 三つ目黙示録 〜悪魔王子シャラク〜（原作：手塚治虫、脚本：藤澤勇希、漫画：柚木N'）2016年11月号 - 2018年5月号
- みのりスキャンダル（速野悠二）2010年5月号 - 2011年5月号
- メタルドクター（ボウイナイフ）2013年2月号 - 2013年4月号、※短期集中連載
- 猛獣性少年少女（中田ゆみ）2016年8月号 - 2018年8月号
- MONOクロ（糸杉柾宏）2006年6月号 - 2007年5月号、※シリーズ連載

### や行
- ヤクザガール 〜ブレイド仕掛けの花嫁〜（原作：元長柾木、作画：大熊由護）2008年4月号 - 2009年2月号
- 百合探偵ユリアンズ（原作：キムラノボル、漫画：廣瀬周）2012年5月号 - 2013年2月号
- ゆりめくる日々（海月れおな）2012年4月号 - 2016年6月号、※『チャンピオンREDいちご』と並行連載。
- ヨメイロちょいす（tenkla）2008年12月号 - 2011年10月号、※『チャンピオンREDいちご』から移籍

### ら行
- ライコネンの熱帯魚（山西正則）2011年2月号 - 2012年3月号
- LIVES ライブス（田口雅之）2006年8月号 - 2007年6月号、※未完
- ラヴ ラビイズ（松本英）2002年10月号 - 2005年8月号
- リエルにおまかせ（澤田亜光）2004年5月号 - 2004年8月号
- リヴォルト・リヴォルバー 〜社畜男子の変身〜（マツリセイシロウ）2011年12月号 - 2013年1月号
- RAY（吉富昭仁）2002年10月号 - 2005年8月号
  - RAY -THE OTHER SIDE-（吉富昭仁）2006年5月号 - 2006年9月号、※単行本は『RAY+』として刊行。
- レッドマン・プリンセス -悪霊皇女-（高遠るい）2017年9月号 - 2018年5月号、※序章完

### わ行
- ワンモア・エイジ（吉川英朗）2016年6月号 - 2017年5月号、※2017年6月号に番外編掲載

以上50音順

## 映像化作品

### アニメ化
| 作品                      | 放送年          | アニメーション制作                              | 備考                                             |
| ------------------------- | --------------- | ----------------------------------------------- | ------------------------------------------------ |
| こいこい7                 | 2005年          | トライネットエンタテインメント スタジオフラッグ |                                                  |
| RAY                       | 2006年          | OLM TEAM IGUCHI                                 | アニメタイトル：RAY THE ANIMATION                |
| シグルイ                  | 2007年          | マッドハウス                                    |                                                  |
| BLUE DROP 〜天使の僕ら〜  | 2007年          | ビースタック 旭プロダクション                   |                                                  |
| 鉄のラインバレル          | 2008年-2009年   | GONZO                                           |                                                  |
| 聖痕のクェイサー          | 2010年（第1期） | フッズエンタテインメント                        |                                                  |
| 聖痕のクェイサー          | 2011年（第2期） | フッズエンタテインメント                        | アニメタイトル：聖痕のクェイサーII               |
| 聖闘士星矢 セインティア翔 | 2018年-2019年   | GONZO                                           | 週刊少年ジャンプで連載された『聖闘士星矢』の外伝 |

| 作品          | 配信年 | アニメーション制作 | 備考                              |
| ------------- | ------ | ------------------ | --------------------------------- |
| ペンギン娘MAX | 2008年 | ピクチャーマジック | アニメタイトル：ペンギン娘♥はぁと |

### 実写化
| 作品     | 公開年 | 制作 | 備考                                          |
| -------- | ------ | ---- | --------------------------------------------- |
| 不安の種 | 2013年 | 是空 | 他誌掲載の次作「不安の種+」と共に実写映画原作 |

## 読者投稿ページ
- REDメンバーズGO!GO! ※終了
- チャンピオンRED 赤の帝国

## 編集長
- 沢考史（創刊号 - 2005年12月号）
- 伊藤純（2006年1月号 - 2017年5月号 ）
- 小山芳弘[1]（2017年6月号 - ）